# Incidente de Tauran
El Incidente de Tauran se libró entre las fuerzas de la Unión Soviética, Mongolia, Japón y Manchukuo, durante las guerras fronterizas soviético-japonesas, por el control de la aldea fronteriza mongol de Tauran.

## Desarrollo
El 11 de marzo, un ejército de menos de 100 soldados mongoles con seis asesores soviéticos invadió la disputada aldea de Tauran, donde derrotaron a los defensores de Manchuria. Más tarde, ese mismo día, el Ejército Imperial Japonés con algunos voluntarios manchurianos lanzó un ataque masivo para recuperar la aldea. Las fuerzas japonesas consistían en diez vehículos blindados y docenas de aviones de combate, que bombardearon la aldea durante la noche. A la mañana siguiente, los japoneses lanzaron su asalto terrestre con una fuerza de más de 400 soldados y unos pocos tanques. Los mongoles fueron asesinados y apenas hicieron daño a los japoneses, ya que se vieron obligados a retirarse. Una cuarta parte de su fuerza inicial fue asesinada junto con dos oficiales y su comandante. Tres asesores soviéticos también fueron asesinados, creando tensiones entre ambas naciones.